# Elektrodynamische Bremse
Elektrodynamische Bremsen werden hauptsächlich in der Schienenfahrzeugtechnik, jedoch auch bei Straßenfahrzeugen eingesetzt. Sie wandeln Bewegungsenergie in elektrische Energie um. Hierdurch wird das jeweilige Fahrzeug wunschgemäß abgebremst.
Elektrodynamische Bremsen wirken im oder am Antriebsstrang des Fahrzeugs. Bei Schienenfahrzeugen und elektromotorischen Straßenfahrzeugen sind es meist Antriebsmotoren, die als Generatoren geschaltet werden (vgl. Elektrische Maschine). Die so erzeugte elektrische Energie kann genutzt werden (Weiterleitung an elektrische Verbraucher, Zwischenspeicherung oder Rückspeisung ins Stromnetz) oder in Heizwiderständen (durch Wandlung in Wärmeenergie) „verbraucht“ werden. Diese Formen der elektrodynamischen Bremse werden auch als Nutzbremse oder als Elektromotorische Bremse bezeichnet.
Nach der physikalischen Definition des Begriffs Elektrodynamik ist auch die Wirbelstrombremse eine Form der elektrodynamischen Bremse. In der Straßenfahrzeugtechnik wird sie oft als Elektrodynamischer Retarder bezeichnet. Im üblichen Sprachgebrauch der Schienenfahrzeugtechnik wird jedoch meist eindeutig zwischen Wirbelstrombremsen und elektrodynamischen Bremsen unterschieden. In diesem Sinn erlauben elektrodynamische Bremsen mindestens theoretisch die Nutzung der beim Bremsen erzeugten elektrischen Energie. Wirbelstrombremsen gestatten dies nicht, da sie die elektrische Energie sofort in Wärme umwandeln, ohne dass der erwärmende Strom (Wirbelstrom) irgendwie abgenommen und dann anderweitig genutzt werden könnte.
Vorteile elektrodynamischer Bremsen im Vergleich zu Reibungsbremsen sind neben dem teilweisen Potenzial zur Energierückgewinnung u. a. die unmittelbare Schaltbarkeit der Bremskraft und die Verschleißarmut.